# Aulogymnus arsames
Aulogymnus arsames är en stekelart som först beskrevs av Walker 1838.  Aulogymnus arsames ingår i släktet Aulogymnus och familjen finglanssteklar. Arten är reproducerande i Sverige. Inga underarter finns listade.